# Huset Sisowath

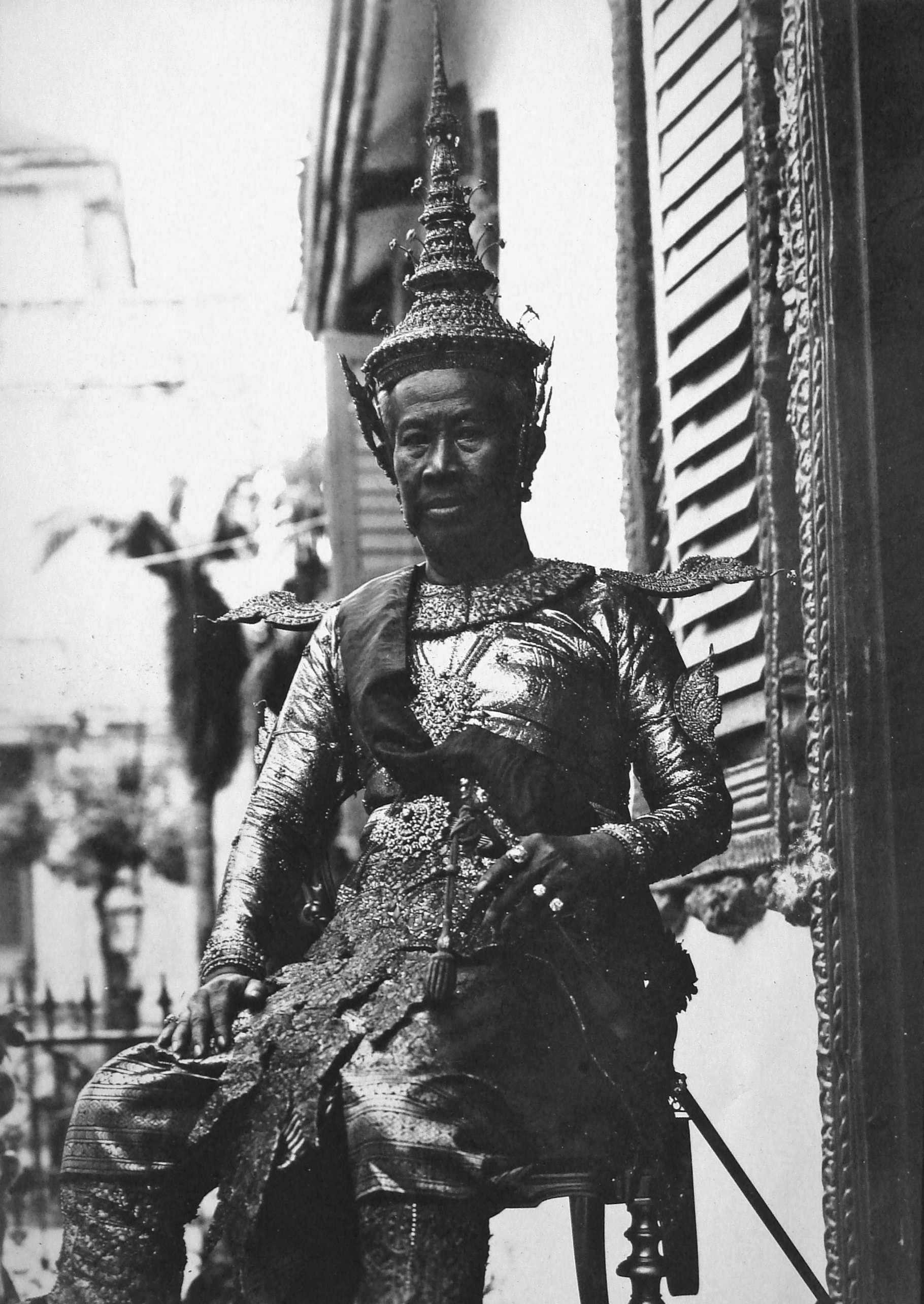
Sisowath

Huset Sisowath är namnet på en kambodjansk fursteätt vilken regerade Kambodja 1904-1941, och är utgrenad ur Huset Norodom, den nuvarande regerande kungafamiljen i Kambodja. Huset Sisowath har producerat två regerande monarker, och fem premiärministrar.

## 1860–1904
Prins Sisowath Samdach Oppareach Preah Sisowath (1840-1927), föddes som andre son till kung Ang Duong, vilken i Siams namn regerade Kambodja mellan 1841 och 1844 och från 1845 till sin död 1860. Sisowath och hans äldre halvbror Norodom skickades av sin far till Bangkok för att studera, och bröderna växte upp med den thailändska kungafamiljen. Efter att deras far Ang Duong avled 1860,  beslöt sig thailändske kungen för att insätta Sisowaths bror Norodom som skuggregent i Kambodja. Norodom regerade fram till sin död, och utsåg sin son Yukanthor till tronarvinge, men Yukanthor hade en konflikt med fransmännen, vilka förhindrade detta val, och istället stödde Frankrike Norodoms franskvänlige halvbror Sisowath som ny kung i Kambodja, varför Norodom flydde i exil till Siam, där han avled den 24 april 1904.

## 1904–1927
Samma dag som kung Norodom avled i Thailand, valdes Sisowath, till kung av Kambodja istället för Norodoms son och utvalde tronarvinge Yukanthor, och Sisowath kröntes med namnet Preah Bat Samdech Preah Sisowath Chamchakrapong Hariréach Barminthor Phouvanay Kraykéofa Soulalay Preah Chau Krong Kampuchea Thippadey (khmer: ព្រះបាទសម្តេចព្រះស៊ីសុវត្ថិ ចមចក្រពង្ស ហរិរាជបរមិន្ធ្រភូវណៃ ក្រៃកែវហ្វាសុឡាឡៃ ព្រះចៅក្រុងកម្ពុជាធិបតី).
Sisowath fortsatte Norodoms franskvänliga regering och belönades av Frankrike med ett nytt palats i Phnom Penh, en ångdriven lustjakt och en årlig tilldelning av 250 lbs (114 kg) opium.
1927 avled Sisowath i Phnom Penh med det postuma namnet Preah Karuna Preah Sisowath Preah Reacheanukot.
Hans 52-årige  son, kronprins Sisowath Monivong, kröntes till ny kung.

## 1927–1941
Sisowath Monivong fortsatte faderns regering av Kambodja som franskt protektorat där den egentliga makten över landet låg i den franske guvernörens händer.
Under Monivongs regering öppnades Kambodja för kommunistiska influenser, och efter att den vietnamesiske agitatorn Ho Chi Minh 1930 grundade det indokinesiska kommunistpartiet växte kommunistiska sympatier i landet, och jämsides med detta en vilja att nå självständighet och befria sig från Frankrikes långa kolonisering. 1940, när Frankrike började falla i kampen mot Tyskland, tog Vichyregimen över även styret av Frankrikes kolonier varefter Japan invaderade Kambodja och ockuperade landet.  Med för Frankrike ombytta roller tilläts fransmännen att leda Kambodja, men nu med japansk kontroll, medan Thailand, som var Japans allierade, tog kontroll över delar av östra Kambodja.
Uppgiven pensionerade sig Sisowath Monivong i Kampot och avled samma år i Bokor.
Hans son kronprins Sisowath Monireth hade arvsrätt till tronen, men fransmännen lät istället Sisowath Kossamaks 19-årige son Norodom Sihanouk bli kung över Kambodja, med den felaktiga föreställningen att han skulle bli en mer lättkontrollerad regent.

## Lista på Sisowaths monarker
| Name              | Från           | Till           |
| ----------------- | -------------- | -------------- |
| Sisowath          | 27 april 1904  | 9 augusti 1927 |
| Sisowath Monivong | 9 augusti 1927 | 24 april 1941  |

## Lista på Sisowaths premiärministrar
| Name                  | Term      |
| --------------------- | --------- |
| Sisowath Monireth     | 1945-1946 |
| Sisowath Youtevong    | 1946-1947 |
| Sisowath Watchayavong | 1947–1948 |
| Sisowath Monipong     | 1950-1951 |
| Sisowath Sirik Matak  | 1971-1972 |

## Släktträd
- H.M.Sisowath I (1840–1927)
  - H.R.H. Sisowath Essaravong (1858–1906)
    - H.R.H. Sisowath Yubhiphan (1877–1967)
    - H.R.H. Sisowath Rathary (1878–1946)
      - H.R.H. Sisowath Phineary
      - H.H. Sisowath Sorikanrattana
      - H.R.H. Sisowath Sirik Matak (1914–1975)
        - H.H. Sisowath Chariya (född 1940)
          - H.H. Sisowath Charidy (född 1974)

        - H.H. Sisowath Sirirath (född 1946)

      - H.R.H. Sisowath Methavy (1922–1978)
        - H.H. Sisowath Thomico (född 1952)

      - H.R.H. Sisowath Essaro (1924–2004)
        - H.H. Sisowath Tesso

      - H.H. Sisowath Vitouriya (1927-1978)
      - H.H. Sisowath Thonnika (1929-1975)
      - H.H. Sisowath Virota (1932-1975)
      - H.H. Sisowath Chuttima (1935-1975)

    - H.R.H. Sisowath Sisura (1879–1927) gift med H.R.H. Sisowath Darameth
      - H.R.H. Sisowath Ritharavong (1935–1975)
        - H.H. Sisowath Sararidh

    - H.R.H. Sisowath Chattivong (1887-1954)

  - H.R.H. Sisowath Duong Madhura (1863-)
  - H.M. Sisowath Monivong (1875–1941) gift med Norodom Kanviman Norleak Tevi (1876–1912)
    - H.R.H. Sisowath Monireth (1909–1975)
    - H.R.H. Sisowath Monipong (1912–1956)
      - H.R.H. Sisowath Samyl Monipong (1941)
      - H.R.H. Sisowath Pongsyria (1942-1975)
      - H.R.H. Sisowath Lysa (1942-1975)
      - H.R.H. Sisowath Monisisowath (1943-1975)
      - H.R.H. Sisowath Moniringsy (1943)
      - H.R.H. Sisowath Sovethvong (1945-1994)
      - H.R.H. Sisowath Pongneary (1947)
      - H.R.H. Sisowath Monisophea (1949-1975)
      - H.R.H. Sisowath Duong Daravong (1950-1974)
      - H.R.H. Sisowath Reymoni (1952-1975)
      - H.R.H. Sisowath Siviman (1953-1975)
      - H.R.H. Sisowath Sylvia (1954-1975)
      - H.R.H. Sisowath Ponnirath (1956-1975)

    - H.M. Sisowath Kossamak (1904–1975) gift med H.M. Norodom Suramarit
      - H.M Norodom Sihanouk
- H.R.H. Sisowath Chamraengvongs (1870–1916) gift med H.R.H. Sisowath Yubhiphan
  - H.R.H. Sisowath Youtevong (1913–1947)
- H.R.H. Sisowath Watchayavong (1891–1972)
- H.R.H. Sisowath Duong Lakheana
  - H.R.H. Sisowath Darameth
- Sisowath Narith (född 1964)
- Sisowath Chhorothavong Richard (född 1988)
- Sisowath Darleya Jessica (född 1992)
- Sisowath Noryvong Nikko (född 1992)
- Sisowath Narita (född 1996)
- Sisowath Kethana (född 2007)
- Sisowath Rattana Tevi (född 2002)
- Sisowath Yeun Vong (1918-2008)